# 不可抗力
不可抗力（法語：force majeure）是法律术語，一项免责条款，解作一種人們不能预见、不可避免、不能克服的自然、社會現象客观情况。自然现象包括但不限於天災人禍如地震、颱風、洪水和海啸；社会现象則包括但不限於战争、市政工程建设和其它政府政策。
在很多情況中，合約中也會列明如因不可抗力的發生而阻礙賣方的交貨義務或履行合約，違約方可部分或者全部免除違約责任。

## 刑法上的不可抗力
不可抗力是指行为在客观上虽然造成了损害结果，但是不是出于行为人的故意或过失，而是由于不能抗拒的原因造成的。